# Make or buy
Make or buy (MOB) (wykonaj lub kup) – rodzaj problemu ze sfery zarządzania na poziomie strategicznym, polegającego na rozpatrywaniu korzyści i kosztów alternatywnych możliwości: korzystania z dostępnego potencjału danego przedsiębiorstwa lub zlecania zadań produkcyjnych i usług podwykonawcom czy przedsiębiorstwom typu 3rdPL.